# 17029 Cuillandre
17029 Cuillandre este un asteroid din centura principală de asteroizi.

## Descriere
17029 Cuillandre este un asteroid din centura principală de asteroizi. A fost descoperit pe 17 martie 1999 la Caussols, în cadrul proiectului ODAS. Asteroidul prezintă o orbită caracterizată de o semiaxă mare de 2,83 ua, o excentricitate de 0,06 și o înclinație de 1,5° în raport cu ecliptica.